# Brita i Västerhammar
Brita i Västerhammar, även kallad ”Hustru Brytha i Westerhammar”, död 1 juni 1675 i Torsåker, var en svensk som blev avrättad för häxeri. Hon var en av de som avrättades i Sveriges största häxprocess, häxprocessen i Torsåker, under det stora oväsendet.
Brita i Västerhammar var en änka i slutet av fyrtioårsåldern (hennes ålder avrundades uppåt till 50). Hon var den första person som åtalades i häxprocessen i Torsåker, och blev en nyckelfigur i rannsakningen i tre socknar och den fortsatta häxprocessen i Torsåker. 
Hon anklagades för att ha fört barn till Blåkulla. Vittnen uppgav sig ha sett henne i Blåkulla. Hon bekände sig skyldig till anklagelsen för sin kyrkoherde. Inför trolldomskommissionen återtog hon dock sin bekännelse. Hon förmåddes till slut att återigen avlägga bekännelse. Hon uppgav att hon 12 år tidigare hade lärt sig trolldom av den avlidna Brita i Näs, Blind-Henriks hustru, och att hon fört barn till Blåkulla sedan föregående sommar. Efter hennes bekännelse vittnade fem barn mot henne. Hon bekräftade sedan deras vittnesmål som sanna. 
Hon var en av de 71 personer som avrättades under häxprocessen i Torsåker, som var den största häxprocessen i Sveriges historia. Avrättningen ägde rum genom halshuggning och bränning.